# FMC Corporation
Pour les articles homonymes, voir FMC.
FMC Corporation est une entreprise de l'industrie chimique américaine, dont le siège social se trouve actuellement à Philadelphie en Pennsylvanie, depuis 2016 dans un complexe de gratte-ciel à University City (Philadelphie). En 2009, elle emploie 5 000 personnes dans le monde. Elle fut fondée en 1883 à San José (Californie) et s'appelait alors Bean Spray Pump Company du nom de son fondateur, John Bean. 

## Activités
- Produits chimiques agricoles  : insecticides, herbicides et fongicides ;

- Produits chimiques inorganiques : produits à base de carbonate de lithium et chlorure de lithium, Hydroxyde de lithium.

## Histoire

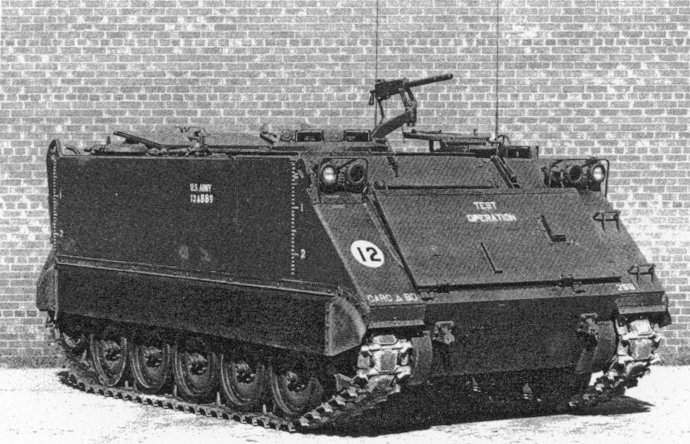
Un prototype du M113 en 1960.

En 1928, elle change de nom et devient la Food Machinery Corporation.
Elle a produit durant la Seconde Guerre mondiale et la guerre froide plusieurs véhicules militaires dont le célèbre M113, le AAV-7A1 et la famille de véhicules blindés Bradley, elle est ainsi au début des années 1990 dans la liste des trente premiers fournisseurs du Département de la Défense des États-Unis avec un montant annuels de contrats allant de 1,467 milliard de dollars en 1991 a une moyenne de 500 millions de dollars entre 1992 et 1995. Elle développe également des fourgons d'incendie et autres véhicules spécialisés. 
En 1994, la branche militaire est absorbée dans United Defense (en) qui elle sera elle-même rachetée en 2005 par BAE Systems Land & Armaments (en), une filiale de BAE Systems.
En 2008, FMC Technologies cède ses activités non énergétiques, ce qui amène à JBT Corporation, une entreprise américaine développant et commercialisant des machines de traitement de la nourriture et des équipements aéroportuaires.
En septembre 2014, FMC acquiert Cheminova, l'unique composante d'Auriga Industries, une entreprise de pesticide danoise, pour 1,8 milliard de dollars.
En mars 2017, pour tenir l'accord des autorités de la concurrence européenne dans une fusion/scision avec Dow Chemical, DuPont annonce la vente de son unité spécialisée dans les pesticides à FMC contre les actifs de ce dernier dans la santé et la nutrition ainsi que 1,6 milliard de dollars.

## Principaux actionnaires
Au 18 avril 2020.
| The Vanguard Group               | 11,1% |
| Wellington Management            | 8,24% |
| Capital Research & Management    | 5,79% |
| SSgA Funds Management            | 4,94% |
| Boston Partners Global Investors | 3,90% |
| Jana Partners                    | 3,86% |
| Oppenheimer Capital              | 3,37% |
| Ganucheau Capital Management     | 3,18% |
| Friess Associates                | 2,93% |
| Fidelity Management & Research.  | 2,57% |